# Vuelo 810 de Transair
El vuelo 810 de Transair era un vuelo de carga nacional estadounidense desde el aeropuerto internacional Daniel K. Inouye en Honolulu, Hawái, al aeropuerto de Kahului en la vecina isla de Maui. La aeronave, un Boeing 737-200 versión carguero, experimentó problemas con los motores Pratt & Whitney JT8D poco después del despegue, los pilotos no pudieron mantener la altitud y amerizaron cerca de la costa de Oahu unos 11 minutos después del despegue.
Los dos pilotos a bordo sobrevivieron con heridas graves y fueron rescatados aproximadamente una hora después del accidente, todavía en la oscuridad de la noche, en una respuesta interinstitucional coordinada que involucró a varios aviones y barcos. Ambos fueron hospitalizados y luego dados de alta. Los restos se localizaron la semana siguiente a profundidades de hasta 420 pies (130 m) 2 millas (3 km) de la playa de Ewa.
La Administración Federal de Aviación y la Junta Nacional de Seguridad en el Transporte comenzaron a investigar el accidente inmediatamente. Transair retiró voluntariamente sus cuatro 737 restantes del servicio para una revisión interna de una semana. Transair reanudó el vuelo de su único 737-200 operativo una semana después, pero tuvo que suspender las operaciones del 737 una semana después de eso debido a deficiencias identificadas por la FAA antes del accidente.

## Aeronave

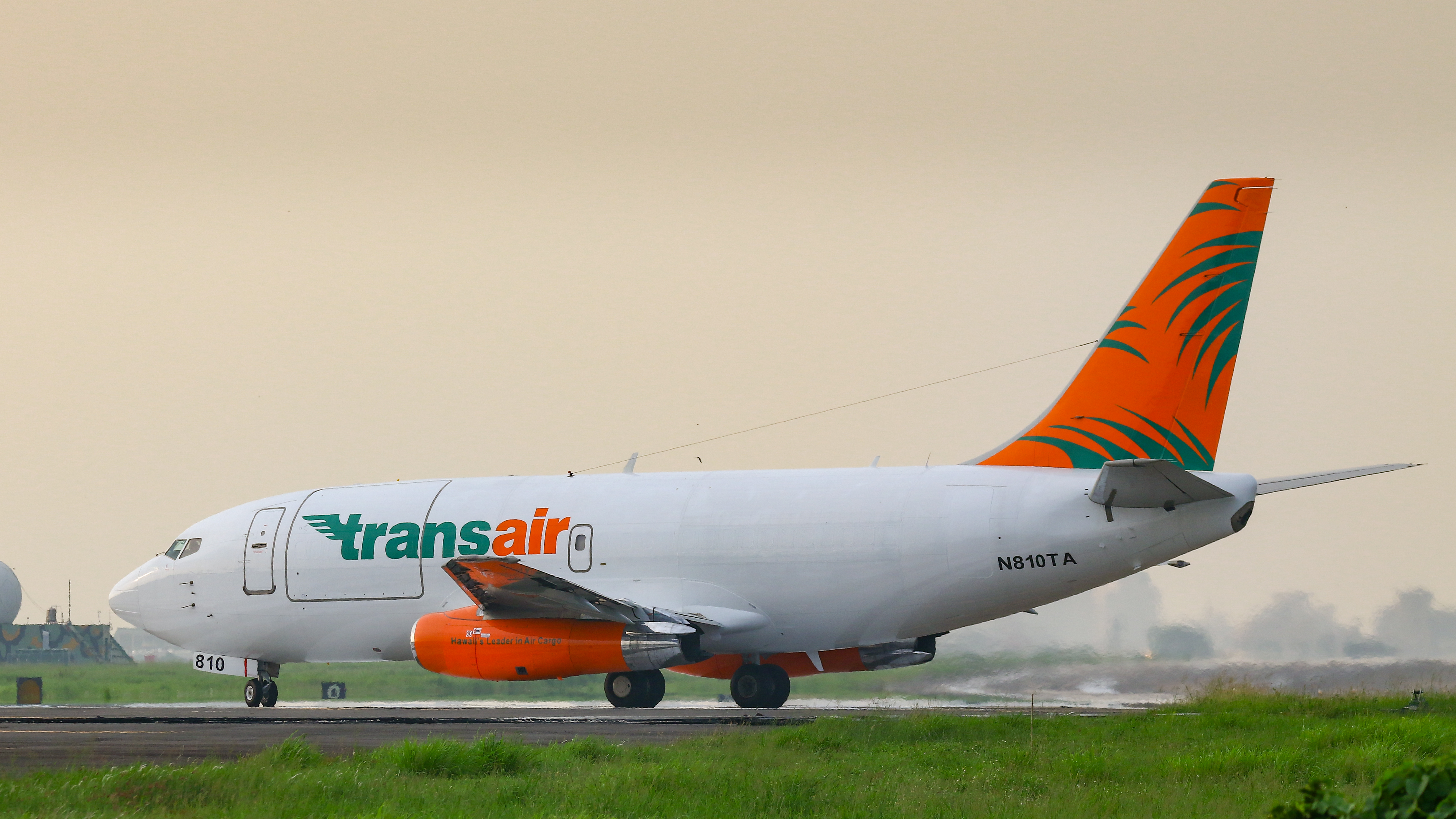
N810TA, la aeronave involucrada fotografiada en el Aeropuerto de Tainan (Taiwán) en mayo de 2019.

La aeronave involucrada en el accidente era un Boeing 737-200 de 45 años de antigüedad. Entre 1968 y 1988, Boeing construyó 1.114 ejemplares de este modelo, pero en 2021, menos de 60 seguían volando a nivel mundial. El servicio de vuelo de pasajeros programado con los 737-200 terminó en gran escala en 2008 con el cierre de la aerolínea Aloha Airlines que también tenía sede en el aeropuerto de Honolulu, pero algunos permanecieron en servicio de pasajeros hasta 2020.

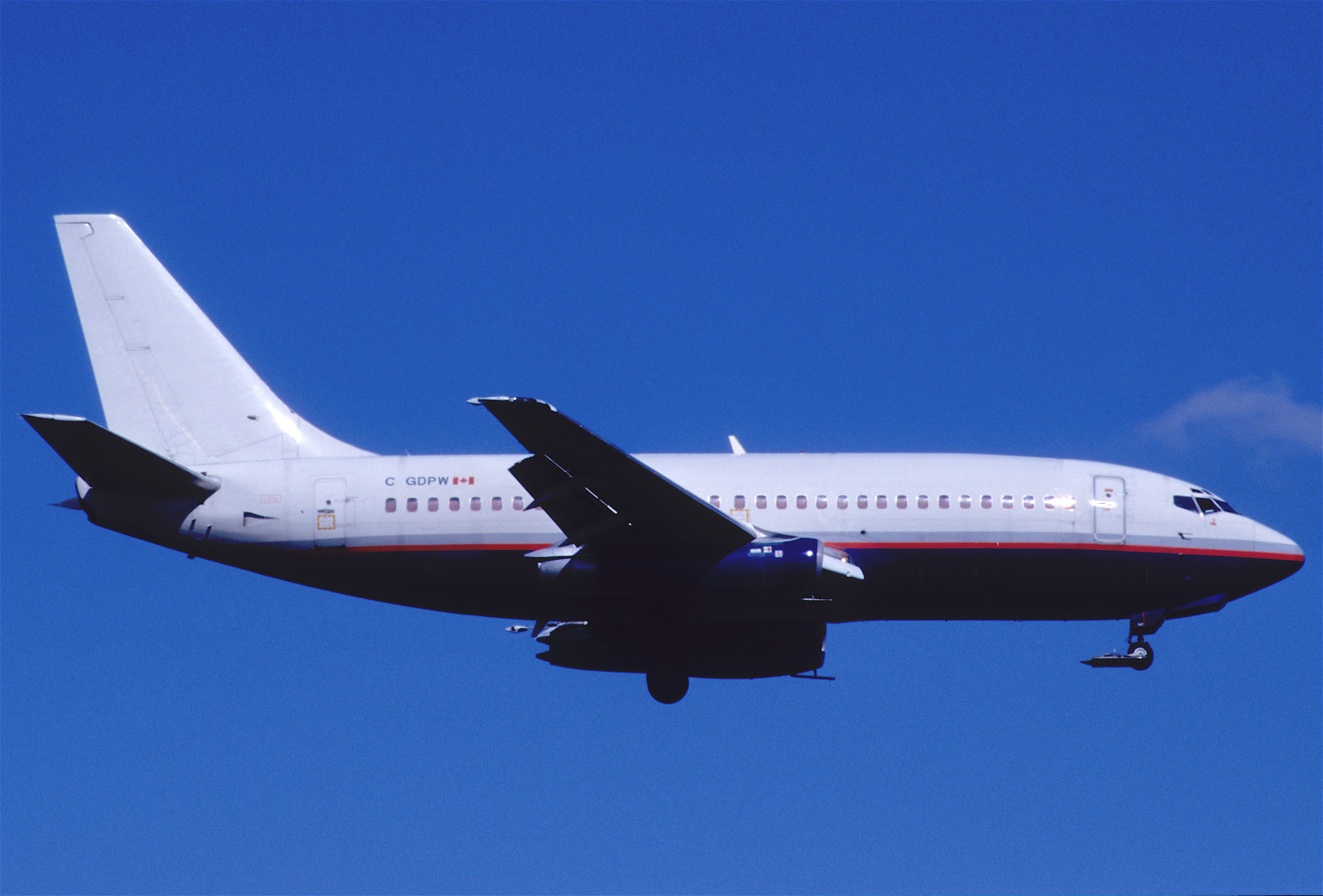
El 737 involucrado mientras volaba en la configuración "Combi" y registrado como C-GDPW en agosto de 1998.

El Boeing 737-275C Advanced denominado "Combi" involucrado fue construido originalmente para Pacific Western Airlines. Hizo su primer vuelo el 23 de julio de 1975 y fue entregado el 10 de octubre de 1975 y originalmente fue registrado en Canadá como C-GDPW.  El avión finalmente fue retirado del servicio para el transporte de pasajeros y luego fue convertido en un carguero completo. En 1999, el 737  fue registrado nuevamente en Transmile como 9M-PML en Malasia hasta que luego fue registrado nuevamente por Transair en Estados Unidos como N810TA en 2014. Fue uno de los cinco Boeing 737 en la flota de Transair de Rhoades Aviation Inc.

### Registro de fallas de los Motores

El motor JT8D en el fondo marino una semana después del accidente

Los Boeing 737 de primera generación poseían dos motores Pratt & Whitney JT8D-9A, diseñados para el Boeing 727 originalmente alrededor de 1960. La compañía Pratt & Whitney produjo más de 14.000  motores de este modelo antes de que la producción terminara en 1985. La empresa continuó suministrando activamente piezas y revisando los motores hasta 2021, cuando aproximadamente 2.000 todavía estaban en uso.
Un informe de una  base de datos denominada "Base de Batos de Informes de Fallas e Dificultad de Servicio de la Administración Federal de Aviación" había mostrado que el 737 involucrado en el accidente había tenido una serie de fallas del motor años antes, mostraban que el 737 sufrió recurrentemente fallas del motor en el lado izquierdo  (motor n.º 1) durante el despegue dos veces en los últimos años, pero con diferentes tipos de motores cada vez (la aerolínea había cambiado el modelo del motor varias veces). En 2018 el 737 sufrió otra falla del motor dejando fuera de servicio a la aeronave por unos días, el motor había acumulado 23. 657 horas de funcionamiento total y 35. 753 ciclos totales, luego el 737 sufrió nuevamente otra falla del motor 2019, ese motor tenía apenas 71. 706 horas totales y 67. 194 ciclos totales.

## Tripulación de vuelo
El capitán era Henry Okai, de 58 años, un piloto experimentado con alrededor de 6.189 horas de vuelo, 5.290 en el Boeing 737-200. El primer oficial era Gregory Ryan, de 50 años, también un piloto experimentado con alrededor de 35.879 horas de vuelo, con 24.528 horas como instructor de vuelo, 280 de ellas en el Boeing 737-200.

## Accidente
El vuelo 810 despegó a las 1:33 a. m. hora local del Aeropuerto Internacional Daniel K. Inouye con rumbo al Aeropuerto de Kahului. A bordo estaba el capitán Henry Okai, de 58 años y el primer oficial Gregory Ryan, de 50 años; Alrededor de la 1:42 a. m., después de que el controlador de tráfico aéreo hubiera autorizado el vuelo para ascender a 13.000 pies (4.000 m), los pilotos informaron a la torre de Honolulu que el Boeing  737 había tenido una "falla del motor". Los datos de vuelo disponibles públicamente muestran que el avión sólo había ascendido a unos 2.100 pies (640 m).
El controlador de tráfico aéreo le comunico a los pilotos si querían regresar de inmediato para realizar un aterrizaje de emergencia, pero los pilotos en su lugar solicitó vectores de retardo para ejecutar una lista de verificación. Continuaron con rumbo suroeste, alejándose del aeropuerto. Alrededor de la 1:46 a. m., los pilotos informaron que el motor n.º 2 se había sobrecalentado y no podían mantenerse en el aire.
Después de girar y  regresar a Honolulu, el 737 continuó perdiendo altitud, por lo que el controlador emitió una alerta de baja altitud y preguntó si querían ir al aeropuerto de Kalaeloa, más cercano el primer oficial respondió:

"Nos gustaría la pista del aeropuerto más cercano, por favor (....)"

Fue una de las últimas transmisiones de los pilotos registradas desde el avión.  Luego, el 737 se estrelló en el agua de la bahía de Māmala a unas 2 millas (3 km) del aeropuerto de Kalaeloa. El capitán sufrió heridas graves y el primer oficial sufrió heridas leves como resultado del accidente.

## Búsqueda y Rescate
Horas después del accidente, Los Oficiales del Centro de Coordinación de Rescate Conjunto de la Guardia Costera de Estados Unidos en Honolulu habían sido alertados por el Control de Tráfico Aéreo de Honolulu sobre un Boeing 737 desaparecido en el océano. En respuesta, la Guardia Costera emitió un aviso a los marineros cercanos al último contacto del radar del controlador, y enviaron un helicóptero Eurocopter MH-65 Dolphin y un Lockheed HC-130 desde la Estación Aérea de la Guardia Costera Barbers Point cerca del Aeropuerto de Kalaeloa, luego se envió un Barco de Rescate de 45 pies con tripulación mediana denominado Joseph Gerczak. Además de la Guardia Costera, se desplegaron otras agencias, incluidos los Servicios Médicos de Emergencia. El barco del Equipo de Rescate de aeronaves y extinción de incendios del Departamento de Transporte de Hawái con base en el Aeropuerto Internacional de Honolulu también respondió y tardó aproximadamente entre 30 y 40 minutos en llegar al lugar después de navegar a través de un campo de escombros de una milla de ancho.
En el momento del rescate había vientos de 17 millas por hora (27 km/h) y mares de hasta 5 pies (1,5 m). El helicóptero de la Guardia Costera finalmente localizó una extensa mancha de combustible y restos alrededor de las 2:30 a. m.; Ambos pilotos habían escapado por las ventanas de la cabina, y se vio al capitán aferrado a los resto de la cola vertical y era la única parte de la aeronave que aún se podía ver flotando sobre las olas, mientras que el primer oficial estaba en el agua flotando sobre un lecho de carga empapado de combustible. El capitán estaba al borde del agotamiento y su cuerpo no respondía por completo cuando fue subido a bordo del helicóptero.El primer oficial fue subido a bordo del bote de rescate del Equipo de Rescate de aeronaves y extinción de incendios.
Luego, los pilotos fueron llevados al Queen's Medical Center a unas 20 millas (32 km) de distancia. El capitán fue hospitalizado en estado crítico; el primer oficial fue llevado al hospital con una herida leve en la cabeza y múltiples laceraciones. Ambos pilotos fueron dados de alta del hospital a los pocos días.
Un comunicado de prensa de la Guardia Costera citó a un oficial afirmando:

"Nuestro personal a menudo entrenan en estrecha colaboración con nuestros homólogos (...) Ese entrenamiento dio sus frutos y pudimos desplegar rápidamente el equipo de emergencia necesario en el lugar del accidente y recuperar a las dos personas a bordo del 737".

## Recuperación de los restos
La NTSB se había coordinado con la empresa de seguros de Transair para comenzar con la recuperación submarina. El buque de investigación, RV Bold Horizon, con un vehículo submarino operado a distancia (ROV) de 7000 libras, de propiedad y operado por el personal de recuperación submarina de Eclipse Group Inc., se utilizó para elevar los motores y aparejar cada sección del fuselaje para subirlos a la superficie mediante una barcaza de torre denominada Salta Verde equipada con una grúa bajo contrato con Eclipse Group Inc. La recuperación de los restos para el personal fue algo inusual ya que la aeronave no se rompió en pedazos pequeños durante el accidente.

## Investigación

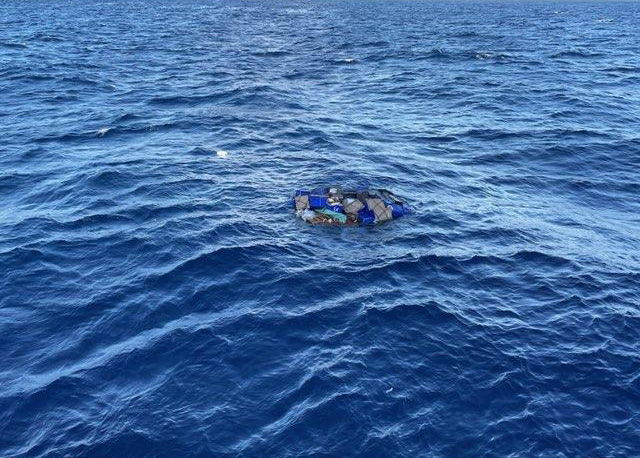
Restos de la carga del vuelo 810, todavía asegurada con una red, flotando entre los escombros al día siguiente del choque

Al día siguiente, el barco  Joseph Gerczak, había completado la misión de subir a bordo una pequeña cantidad de restos flotantes del campo de escombros para ayudar en la investigación. La investigación estuvo a cargo de la Junta Nacional de Seguridad en el Transporte, los investigadores examinaron los restos recuperados, pero fueron descritos principalmente como carga general que transportaba el avión.
La Administración Federal de Aviación había comunicado:

"Los pilotos habían informado que tenían problemas con el motor y estaban intentando regresar a Honolulu cuando se vieron obligados a aterrizar el 737 en el agua ( ... ) La FAA y la Junta Nacional de Seguridad del Transporte investigarán de inmediato".

La FAA no quiso comentar sobre su investigación que todavía estaba en curso, pero un periodista local de KHON-TV hizo una investigación por su cuenta y había encontrado más de una docena de acciones de cumplimiento de la FAA contra Rhoades Aviation y Trans Executive Airlines of Hawaii que opera como Transair, con multas que habían llegado hasta más de $200.000 en 25 años. Un representante de la empresa se negó a hacer comentarios porque eran parte de la investigación en curso de la NTSB, pero un ex abogado jefe de la FAA publicó un comentario crítico sobre el informe, advirtiendo que sacar conclusiones prematuras de acciones de cumplimiento históricas potencialmente no relacionadas pueden desinformar a la población.
Transair se negó a volar voluntariamente sus Boeing 737 de carga durante una semana después del accidente. Luego, el 15 de julio, Rhoades Aviation perdió su autorización de inspección de la FAA, después de no solicitar la reconsideración de un aviso del 13 de junio sobre deficiencias identificadas durante una investigación de la FAA que comenzó en el 2020. Esto dejó sin autorización para volar a la flota de Rhoades de los 737-200, que solo incluía un avión operativo restante en ese momento. La FAA dijo que la cancelación de los permisos de la aerolínea no fue un resultado directo del amerizaje del vuelo 810.
Transair tenía un contrato de transporte de cargamento para transportar correo entre las islas hawaianas, pero el Servicio Postal de los Estados Unidos dijo que no habían correos dentro del cargamento a bordo del vuelo 810. Se hicieron modificaciones alternativos después de que Transair dejara en tierra sus Boeing 737.
La Junta Nacional de Seguridad en el Transporte (NTSB) había enviado a Oahu un equipo de diez investigadores. Dos investigadores llegaron más tarde ese día y comenzaron a coordinar y realizar un plan para iniciar la recolección de los restos en el lugar, y los demás llegaron al día siguiente. Los especialistas del equipo de investigadores incluían expertos en comunicación entre  controladores de tráfico aéreo, sistemas, registros de mantenimiento, desempeño y rendimiento humano, supervisión de la aerolínea, control de mantenimiento y fallas estructurales y recuperación de restos.
La NTSB también recibió apoyo de los fabricantes del fuselaje del 737 y de los motores, Boeing y Pratt & Whitney, estarían colaborando estrictamente en la investigación. La NTSB había declarado:

"En términos generales, los investigadores de la NTSB desarrollan información fáctica en tres áreas respectivamente: 
- Las personas involucradas en un accidente (los pilotos y otro personal a bordo, controlador aéreo, etc).
- El equipo involucrado en el accidente.
- El entorno en el que ocurrió el accidente".

La NTSB se reunió y coordinó los métodos que se utilizarían para la investigación al día siguiente y dijo que utilizaría un sonar de barrido lateral para localizar y evaluar los restos del 737 antes de intentar recuperar las grabadoras de vuelo.  Los restos fueron localizados una semana después a profundidades de entre 360 y 420 pies (110 y 130 m), por debajo de la profundidad en la que los buzos humanos podrían recuperar de forma segura las grabadoras de vuelo.
La NTSB también tomó muestras de combustible de otra aeronave y las comparó con el combustible esparcido en el mar del vuelo 810 pero no sé encontró anomalías que pudieran haber hecho fallar al motor n.º 2. A finales de la semana siguiente, el equipo de reconocimiento que se encontraba en el lugar había terminado de recoger las pruebas perecederas, incluidas las entrevistas a más de una docena de miembros del personal clave, y regresó al laboratorio improvisado de la NTSB pero las cajas negras aún estaban con los restos en el fondo del mar. El 2 de noviembre, la NTSB recuperó ambas grabadoras de vuelo, así como el fuselaje y los motores de la aeronave. 

Restos del fuselaje central que conecta las alas intacto al fondo del mar

Las fotografías tomadas desde el vehículo submarino SEAMOR Marine Chinook controlado a distancia mostraron que el fuselaje se rompió delante del ala, con la sección de la nariz separada de la sección central, pero las secciones interiores de ambas alas todavía estaban unidas al soporte del ala en el fuselaje.
El 25 de mayo de 2022, con numerosas citacione que violaban la seguridad de la tripulación y de los vuelos de carga, incluidos 33 vuelos realizados con motores que no estaban en condiciones para volar, la Administración Federal de Aviación (FAA) revocó el certificado de aerolínea aérea de Rhoades. La aerolínea tuvo hasta el 8 de junio para apelar la decisión de la agencia.
El 20 de diciembre, la Junta Nacional de Seguridad en el Transporte (NTSB) publicó su informe final sobre el accidente.

## Dramatización
Este accidente fue presentado en el programa de televisión canadiense Mayday: catástrofes aéreas, titulado «Amerizaje en el Pacífico», en National Geographic Channel.